# Ignicoccus
Ignicoccus je rod jednobuněčných organismů, které obývají okolí černých kuřáků, hydrotermálních průduchů na mořském dně. Patří mezi extrémofily, přesněji řečeno jsou hypertermofilní, k růstu vyžadují vysoké teploty.
Buňky ignikoků mají tvar nepravidelných koků a jsou jedinečné svou morfologií: na povrchu buněk chybí S-vrstva, buňku od vnějšího prostředí odděluje dvojce buněčných membrán, vnější a vnitřní. Mezi nimi je prostor, analogický periplasmatickému prostoru gramnegativních bakterií, který ale u ignikoků zaujímá objem 2x až 3x větší než je objem samotné cytoplasmy. Na vnější membráně se nachází enzym ATPáza, čímž se tato liší od „běžné“ cytoplasmatické membrány. V periplasmatickém prostoru se nachází membránou ohraničené vezikuly, které slouží k transportu látek ven z buňky – tímto je Ignicoccus podobá eukaryotním buňkám.
Je to striktní anaerob, energii získává anaerobní respirací, zdrojem elektronů je vodík H2 a donorem síra, produktem metabolismu je sirovodík. Teplotní optimum je 90 °C, optimální pH je 5.
Druh Ignicoccus hospitalis je hostitelem jiné, parazitické archebakterie druhu Nanoarchaeum equitans.